# Sz 123
Désignations
Sz 123 est une étoile double situé à une distance d'environ ∼ 531 a.l. (∼ 163 pc) du Soleil, dans la direction de la constellation zodiaque du Scorpion, à environ 16h 10m 51s d'ascension droite et -38° 53′ 12″ de déclinaison. Membre de la nébuleuse obscure du Loup III, ses deux composantes sont Sz 123 A et Sz 123 B.
Sz 123 A est une jeune étoile de classe de luminosité M, d'une masse d'environ 0,60 masse solaire pour un rayon d'environ 1,1 rayon solaire. Son âge est estimé à environ 7 millions d'années.
Son compagnon, Sz 123 B, est un objet similaire mais plus âgé. Il s'agit d'une étoile de classe de luminosité M, de masse d'environ 0,5 masse solaire pour un rayon d'environ 0,58 rayon solaire. Son âge est estimé à environ 40 millions d'années.